# Nurse Marjorie
Nurse Marjorie é um filme de drama mudo norte-americano de 1920, distribuído por Realart Pictures, dirigido por William Desmond Taylor e estrelado por Mary Miles Minter. Foi baseado na peça homônima de 1906, do autor britânico Israel Zangwill. Este é um dos últimos filmes de Minter que está incluído na Biblioteca do Congresso.

## Elenco
- Mary Miles Minter - Marjorie Killonan
- Clyde Fillmore - John Danbury
- George Periolat - Andrew Danbury
- Mollie McConnell - Sra. Danbury
- Frank Leigh - Lord Douglas Fitzrevor
- Vera Lewis - Duquesa de Donegal
- Arthur Hoyt - Anthony, Duque de Donegal
- Frankie Lee - Dick Allen
- Lydia Yeamans Titus - Biddy O'Mulligan
- Joe Murphy